# Diastella
Diastella es un género de árboles perteneciente a la familia Proteaceae. Es endémica de Sudáfrica.

## Taxonomía
Diastella fue descrito por Salisb. ex J.Knight y publicado en On Cultivation Proteeae 61. 1809. La especie tipo es:  Diastella bryiflora Salisb. ex Knight.

## Especies aceptadas
A continuación se brinda un listado de las especies del género Diastella aceptadas hasta abril de 2012, ordenadas alfabéticamente. Para cada una se indica el nombre binomial seguido del autor, abreviado según las convenciones y usos.
- Diastella buekii (Gand.) Rourke
- Diastella divaricata (Berger) Rourke
- Diastella fraterna Rourke
- Diastella myrtifolia (Thunb.) Salisb. ex Knight
- Diastella parilis Salisb. ex Knight
- Diastella proteoides (L.) Druce
- Diastella thymelaeoides (Berger) Rourke